# Michael Taylor
Michael D. Taylor, ameriški bejzbolist, * 19. december 1985, Cheverly, Maryland, ZDA.
Taylor je bivši poklicni igralec zunanjega polja.

## Ljubiteljska kariera
Na srednjo šolo je hodil v mestu Apopka v Floridi, univerzitetne dneve pa je preživljal na univerzi Stanford University.

## Poklicna kariera
Taylor je bil izbran v 5. krogu nabora lige MLB leta 2007 s strani ekipe  Philadelphia Phillies. Ob koncu sezone 2009 je bil eden izmed dveh igralcev ekipe, ki je prejel nagrado Paul Owens Award, ki jo prejmeta najboljši metalec in položajski igralec v nižjih podružnicah ekipe.
16. decembra leta 2009 je bil skupaj z with Kyleom Drabekom in Travisom D'Arnaujem poslan k ekipi Toronto Blue Jays, v Philadelphio pa je v zameno odšel Roy Halladay. Ekipa iz Toronta ga je nemudoma poslala k ekipi Oakland Athletics, v zameno za Bretta Wallacea. Leta 2009 je Taylor osvojil nagrado Novinec leta lige Eastern League. Celotno sezono 2010 je preživel na stopnji Triple-A v Sacramentu in prejel povabilo za igranje v ligi Arizona Fall League.
2. septembra 2011 je Taylor prvič zaigral v ligi MLB. Na seznamu odbijalcev je bil deveti, igral pa je v desnem polju. Skupno je v sezoni 2011 igral na 11 tekmah, zbral 6 udarcev v polje, domači tek, poslal tek domov in imel odbijalsko povprečje 0,200. 

## Radijsko pripravništvo
Taylor je pri KNBR, priljubljeni radijski postaji na območju Zaliva San Francisca, sprejel ponudbo za pripravništvo. Pri svojem delu se Taylor sprehaja po ulicah mest v Zalivu in išče mnenja in komentarje mimoidočih. Zaradi njegove višine (1,98 m) bi mnogi menili, da je za večino dokaj ustrašujoč, a je do sedaj imel pri pripravništvu precej uspeha.